# Джордж Терпін
Джордж Терпін  (англ. George Turpin, 10 січня 1952) — британський професійний боксер, олімпійський медаліст.

## Виступи на Олімпіадах
| Олімпіада   | Дисципліна | Місце |
| ----------- | ---------- | ----- |
| Мюнхен 1972 | до 54 кг   | =3    |

- В 1/16 фіналу переміг П'єра Амон Ндіає (Сенегал) — 5-0
- В 1/8 фіналу переміг Чи Єн Ван (Тайбей) — 5-0
- В чвертьфіналі переміг Джона Ндеру (Кенія) — 4-1
- У півфіналі програв Орландо Мартінесу (Куба) — 2-3